# Dean Gorré
Dean Gorré (Paramaribo, 10 de setembro de 1970), é um ex-futebolista que atuava como meia, e atual treinador surinamês. Atualmente comanda a Seleção Surinamesa.

## Carreira
Em 2008-09, ele foi o treinador assistente do time principal em Southampton, depois de ocupar anteriormente a mesma função em Stoke City.
O filho de Gorré, Kenji Gorré, é jogador do Nacional.
Em janeiro de 2012, ele foi nomeado técnico da RBC Roosendaal na Holanda. Apesar de uma série de resultados negativos durante sua gestão no clube, o clube evitou o rebaixamento direto no final da temporada; no entanto, este foi despedido no final de junho, depois que o clube foi declarado falido devido a problemas financeiros.
Gorré teve uma passagem como treinador de jovens no Ajax antes de ser nomeado técnico da seleção escocesa de futebol sub-17 em fevereiro de 2012. Ele havia trabalhado anteriormente com o diretor de desempenho da FA, Mark Wotte, em Southampton. Ele deixou este posto por motivos pessoais em março de 2013.
Em dezembro de 2014, Dean Gorré foi nomeado treinador principal da nova seleção nacional profissional proposta para seu país natal, o Suriname. Em fevereiro de 2015, a nomeação foi tornada permanente. Ele treinou 3 jogos oficiais do Suriname, com 1 vitória e 2 derrotas. Em fevereiro de 2016, o SVB disse que Dean não era mais gerente do Suriname, mas havia documentos dizendo que Dean ainda queria ser técnico do Suriname.
Em outubro de 2016, Gorré se juntou ao Reading como escuteiro.
Em julho de 2018, Gorré voltou como técnico nacional do Suriname. Ele assinou um contrato de dois anos. Seu objetivo de garantir a qualificação do Suriname para a Copa Ouro, campeonato da América do Norte e Central e do Caribe, pela primeira vez foi alcançado. Isso foi possível através da Liga das Nações da Concacaf, que começou em setembro de 2018 e ao bater a Nicarágua por 1-2 na última partida de grupos fora.
Gorré foi distinguido pelo Presidente do Suriname, Desi Bouterse, foi nomeado oficial da Ordem Honorária da Estrela Amarela, um dos prêmios que também pode ser concedido a não surinameses. Isso foi para alcançar a Copa Ouro com a seleção do Suriname pela primeira vez e aconteceu no contexto do 44º Dia da Independência que o Suriname comemora no dia 25 de novembro de cada ano.